# Cord Buch
Cord Hinrich Buch (* 17. September 1954 in Hamburg; † 12. Juni 2025 ebenda) war ein deutscher Schriftsteller. Er war Diplom-Wirtschaftsingenieur und arbeitete als Dozent in der Erwachsenenbildung und als Qualitätsingenieur in der Softwareproduktion. Er war Mitglied in der Krimiautorenvereinigung Syndikat.

## Leben und Werk
Cord Buch wurde 1954 in Hamburg geboren. Vor dem Jahr 2000 wurden von ihm Lyrik und Prosa in Anthologien und Literaturzeitschriften veröffentlicht. 2014 erschien sein erster Kriminalroman im Verlag Edition oberkassel, dem drei weitere folgten. Seine Krimis spielen im Hamburger Schanzenviertel und nehmen Bezug auf gesellschaftliche und politische Themen. Bis zu seinem Tod veröffentlichte er hauptsächlich Geschichten, die in Anthologien veröffentlicht wurden.
Cord Buch wurde auf dem Friedhof Volksdorf beigesetzt.

## Werke
- Mord im Viertel. Edition Oberkassel, 2014, ISBN 978-3-943121-63-6.
- Flucht ins Viertel. Edition Oberkassel, 2017, ISBN 978-3-95813-088-3.
- Die Welt im Viertel. Edition Oberkassel, 2018, ISBN 978-3-95813-136-1.
- Todesengel im Viertel. Edition Oberkassel, 2020, ISBN 978-3-95813-225-2.